# MedlinePlus
MedlinePlus je spletna informacijska storitev, ki jo nudi Nacionalna medicinska knjižnica ZDA . Storitev zagotavlja kurirane informacije o zdravju potrošnikov v angleščini in španščini.  Spletna stran združuje informacije iz Nacionalne medicinske knjižnice (NLM), nacionalnih inštitutov za zdravje (NIH), drugih vladnih agencij ZDA in organizacij, povezanih z zdravjem. Obstaja tudi spletno mesto, optimizirano za prikaz na mobilnih napravah, in sicer v angleščini in španščini. Leta 2015 je približno 400 milijonov ljudi iz vsega sveta uporabljalo MedlinePlus.  Storitev financira NLM in je za uporabnike brezplačna. 
MedlinePlus vsebuje enciklopedične informacije o zdravju in o zdravilih ter nudi kazalo zdravstvenih storitev. MedlinePlus Connect povezuje bolnike ali ponudnike v sistemih elektronskih zdravstvenih zapisov (EZK) z ustrezno informacijo MedlinePlus o boleznih in zdravljenju. 
PubMed Health je nadaljnje spletno mesto NLM, ki poleg informacij za zdravstvene delavce nudi tudi informacije o zdravju potrošnikov. 

## Zgodovina
Nacionalna medicinska knjižnica že dolgo zagotavlja programe in storitve za strokovne medicinske znanstvenike in izvajalce zdravstvenih storitev , vključno z MEDLINE in različnimi službami za dostop do MEDLINE, kot sta PubMed in Entrez. V devetdesetih letih je te storitve začela vse bolj uporabljati širša javnost, saj je dostop do interneta postal vse bolj razširjen.  Neprofesionalnim uporabnikom pa bi lahko koristil dostop od zanesljivih zdravstvenih informacij v formatu, ki je dostopen tudi laiku.  National Library of Medicine je predstavila MedlinePlus oktobra 1998, z namenom zagotoviti nekomercialno spletno storitev,podobno na primer komercialni WebMD . Leta 2010 je dodatna storitev NCBI, PubMed Health, MedlinePlus dopolnila s kuratiranimi informacijami s področja zdravja potrošnikov; PubMed Health je osredotočena predvsem na iskanje informacij o klinični učinkovitosti zdravljenja.
MedlinePlus je sprva nudila 29 zdravstvenih tem v angleščini, ki so se odtlej razširile na skoraj 1000 zdravstvenih tem v angleščini in španščini, ter na povezave do zdravstvenih informacij v več kot 40 jezikih. MedlinePlus je priznalo združenje medicinskih knjižnic pomembno vlogo pri zagotavljanju zdravstvenih informacij.  Spletna stranm je na 84. mestu v ameriškem indeksu zadovoljstva strank za leto 2010.
Leta 2000 je bila v MedlinePlus vključena medicinska knjiga podjetja A.D.A.M. "Animated Dissection of Anatomy for Medicine, Inc" tj. "Animirana disekcija anatomije za medicino, Inc." je delniška družba, ki kotira na Nasdaqu, s sedežem v Atlanti v Georgiji. Podjetje nudi podatke o zdravju potrošnikov in medicinski tehnologiji zdravstvenim organizacijam, delodajalcem, potrošnikom in izobraževalnim ustanovam.